# バート・ナウハイム

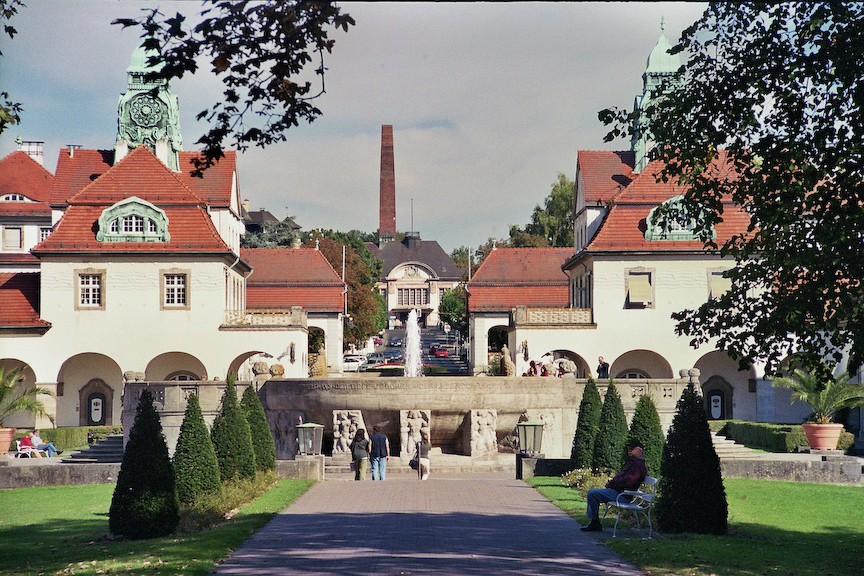
シュプルーデルホーフの泉

バート・ナウハイム (ドイツ語: Bad Nauheim, ドイツ語発音: [baːt ˈna‿uha‿im]) は、ドイツ連邦共和国ヘッセン州ヴェッテラウ郡に属す市である。同郡ではバート・フィルベルに次いで2番目に大きな市である。心臓疾患や神経疾患に効果がある塩分を含んだ炭酸泉として、世界的に有名な温泉リゾート地である。

## 地理

### 位置
バート・ナウハイムは、フランクフルト・アム・マインの北 28 km（直線距離）、タウヌス山地東端の海抜 148 m に位置している。市内をヴェッター川とウザ川が流れている。

### 隣接する市町村
バート・ナウハイム市は、北はロッケンベルク、東はヴェルファースハイム、南は郡庁所在地のフリートベルク (ヘッセン)、西はオーバー＝メルレンと境を接している（いずれもヴェッテラウ郡）。本市とフリートベルクは両市共同で上級中心都市機能の一部を有する中級中心をなしている。

### 市の構成
バート・ナウハイムは、中核市区、ニーダー＝メルレン、レトゲン、シュヴァルハイム、シュタインフルト、ヴィッセルスハイムの各市区からなる。

## 歴史

### 古代
バート・ナウハイムの鉱泉周辺では、石器時代からの入植地跡が確認されている。ケルト人が鉱泉からシステマチックに食塩を精製していたこの入植地は極めて重要な集落であった。市の中心部における考古学的発掘により、ケルト時代の大きな製塩装置の一部が出土した。塩分を含んだ土壌のため良い状態で保存されていた木製の導管・水槽システムは、工業生産に近い方法で製塩が行われていたことを示している。ローマ時代でもバート・ナウハイムは重要な存在であった。製塩所が稼働し、後に都市となる場所にカストラが設けられ、ヨハニスベルクに信号塔が建設された。これらはカステル・フリートベルクとともにリーメスに組み込まれていた。

### 中世
ナウハイムの現存する最も古い記録は、ゼーリゲンシュタット修道院の900年頃の租税簿に Niwiheim という表記でなされている。14世紀には製塩所が初めて記録されている。元々はファルケンシュタイン家の所領であったが、1304年以前にハーナウ家（後のハーナウ伯）に属し、その後はハーナウ＝ミュンツェンベルク伯領となった。1478年にゼーリゲンシュタット修道院が保持していたすべての権利は、修道院のハーナウ＝ミュンツェンベルク伯フィリップ1世に対する借金の抵当としてハーナウ＝ミュンツェンベルク伯のものとなった。この伯領でナウハイムは、1597年に新しく創設されたアムト・ドルハイムに編入された。
1231年に初めて司祭に関する報告がなされ、1307年に独立した教区について記載された。教会組織上はマインツ大司教区内に位置するこの町は、フリードベルク首席司祭区のマインツの聖マリア・アド・グラドゥス助祭長区に属した。その保護権は、初めはゼーリゲンシュタット修道院にあったが、後にマインツ司教座聖堂参事会に移された。

### 近世

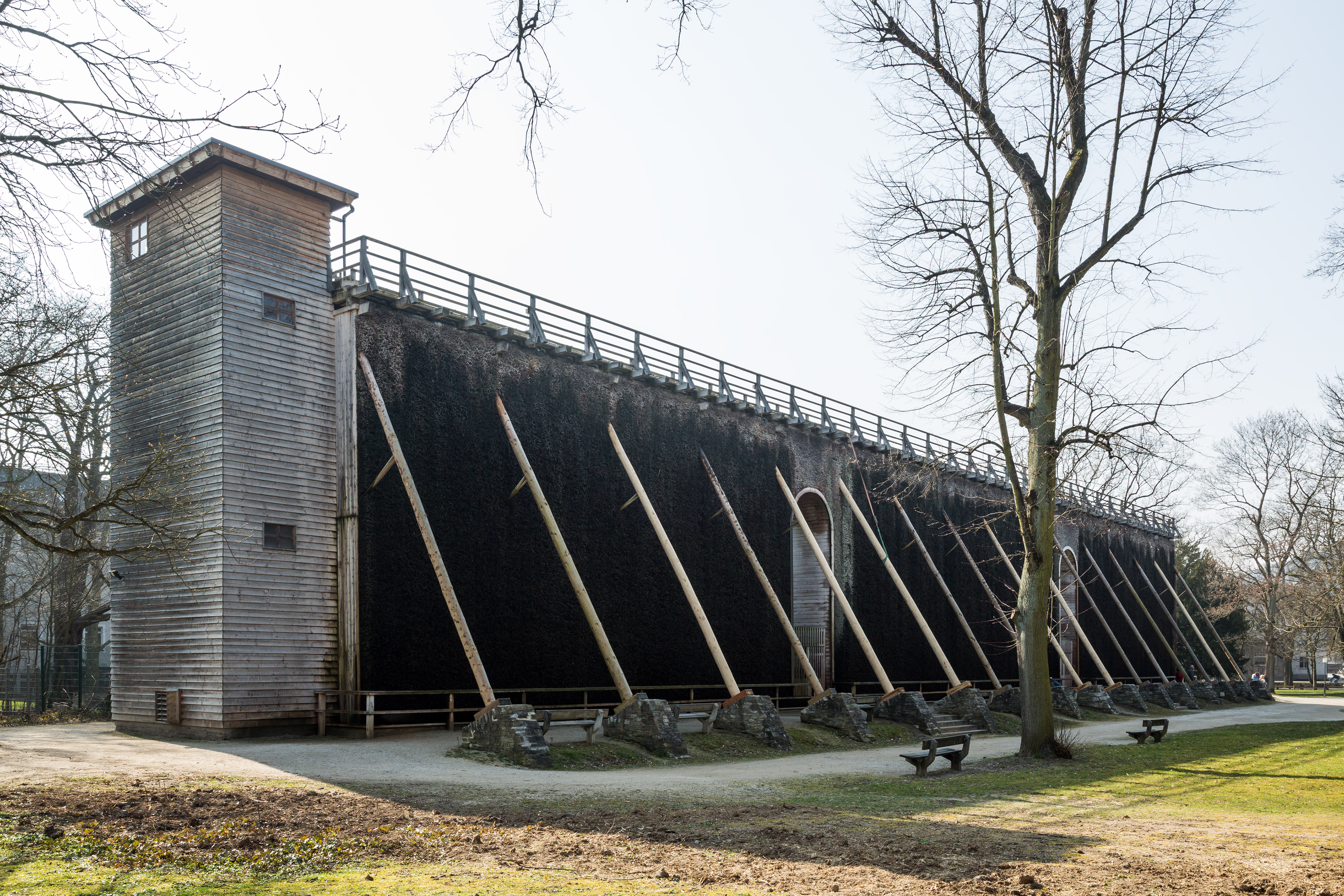
バート・ナウハイムに現存する5つの枝条架装置の一つ 枝条架装置 I

ハーナウ＝ミュンツェンベルク伯の下、16世紀半ばに宗教改革が徐々に浸透していった。初めはルター派の信仰が興った。しかし、「第2の宗教改革」でハーナウ＝ミュンツェンベルク伯家の信仰は改められた。フィリップ・ルートヴィヒ2世伯は1597年から明らかに改革派の教会政策を執っている。彼は領主としての権利である Jus reformandi（Cuius regio, eius religio = 領主の信仰が領民の信仰となる）を行使し、領民の信仰を決定した。これはハーナウ＝ミュンツェンベルク伯領全域に対して行われ、ナウハイムにも適用された。
1642年にハーナウ＝ミュンツェンベルク伯家が断絶した際、その遺領はルター派の家系であるハーナウ＝リヒテンベルク伯家出身のフリードリヒ＝カジミール伯が相続した。フリードリヒ＝カジミール伯とその後継者たちはルター派教会を支援し、なおも多数派の改革派住民の抵抗に対抗させた。これによりナウハイムも数十年間、事実上2つの宗派が併存する状態となっていた。1731年から1733年に、まだ改革派の信仰を保持していた中世のナウハイムの教会（その後継教会がヴィルヘルムス教会である）に加えて、アムト・ドルハイムの少数派であるルター派信者のために第2の教会としてラインハルツ教会が建設された。

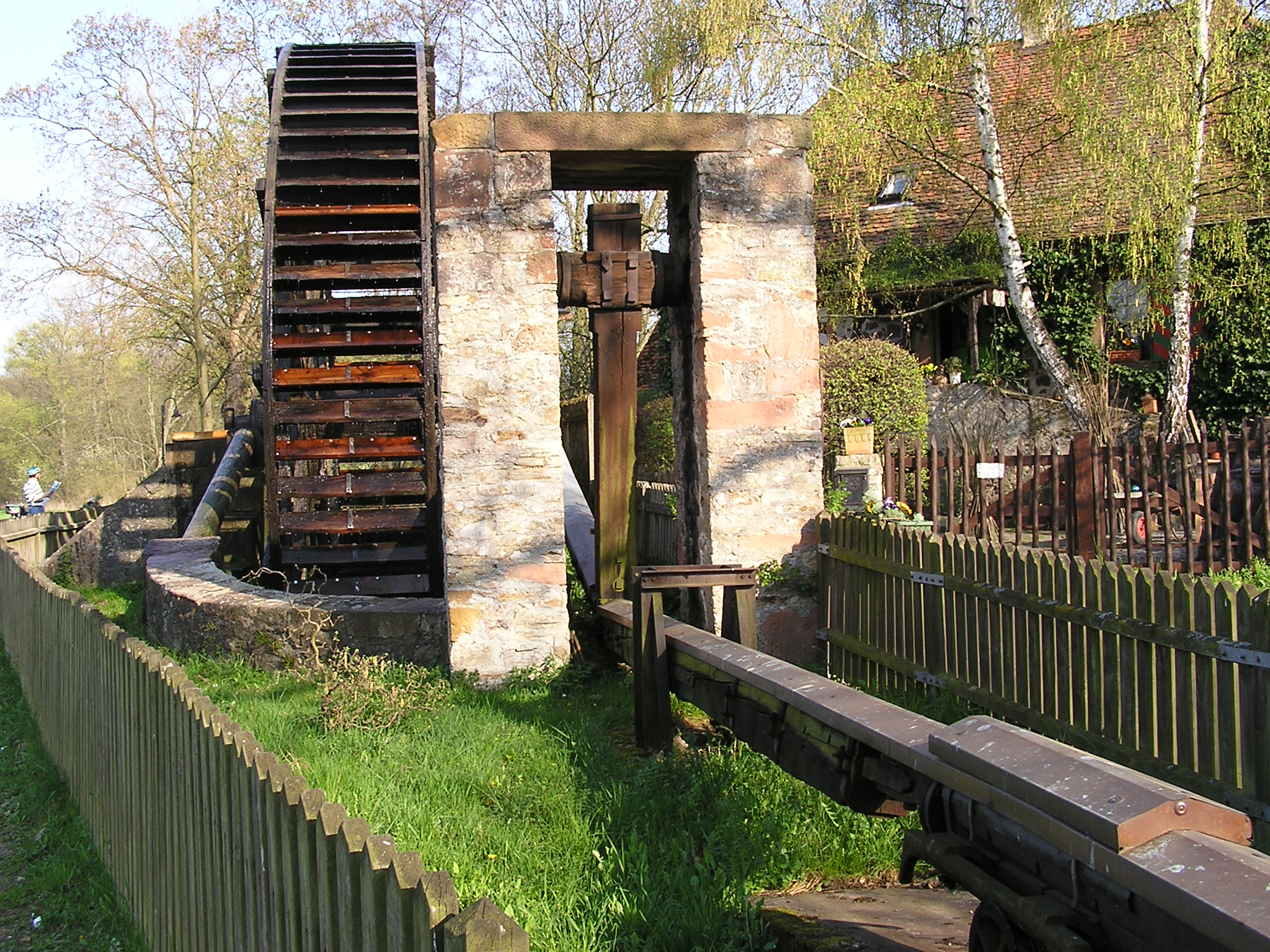
グローセス・ラート

最後のハーナウ伯ヨハン・ラインハルト3世の死後、1736年にヘッセン＝カッセル方伯フリードリヒ1世がこれを相続した。これは1643年にハーナウ＝ミュンツェンベルク伯家と締結した相続協定に基づくものであった。これに伴いアムト・ドルハイムおよびナウハイム村もヘッセン＝カッセル方伯領となった。製塩所は18世紀初めに新たな隆盛期を迎えた。新しい方式の枝条架装置シュヴァルツドルングラディールングが木材の消費量を抑制し、稼働コストが劇的に低減した。ヴェッター川の水力で稼働する水車「グローセス・ラート」（直訳すると「大きな輪」）は、1745年から1748年に建設されたもので、直径は 9.8 m である。長さ 886 m の運動桿（現在は 170 m が現存）がその動力を、水を枝条架装置に汲み上げるポンプに伝えた。
ヘッセン＝カッセル方伯は 1803年に選帝侯に昇格し、その領邦はヘッセン選帝侯領という名に改められた。ナポレオンの時代、アムト・ドルハイムは 1806年からナポレオン軍政下、1807年から1810年までハーナウ侯領、1810年から1813年までフランクフルト大公国ハーナウ県に属した。ウィーン会議後はヘッセン選帝侯領に戻された。
1818年、ハーナウ選帝侯領のルター派教会と改革派教会の牧師は、両教会の連合体であるハーナウ連合を結成した。
1821年のヘッセン選帝侯領の行政改革の結果、ヘッセン選帝侯領は 4つの州、22の郡に分けられ、ナウハイムは新たに創設されたハーナウ郡に割り当てられた。ナウハイムは最後のヘッセン選帝侯フリードリヒ・ヴィルヘルム1世によって1854年に都市権を授けられた。1866年の普墺戦争後、プロイセン王国が、敗者側となったヘッセン選帝侯領を併合した。アムト・ドルハイムは、1866年9月3日の平和条約に基づき、プロイセンから領土交換によってヘッセン＝ダルムシュタット大公国に移管された。ここでナウハイムは、オーバーヘッセン州フリートベルク郡に属した。

### 湯治場としての発展
19世紀半ばに鉱泉学が発達し、バート・ナウハイムは心臓・循環器病患者のための湯治場となった。1846年には「グローサー・シュプルーデル」（直訳すると「大湧出泉」）が発見された。自然に湧出した炭酸泉が発見され温浴鉱泉とし活用されるその一連の過程に特殊性が認められる。ナウハイムは1854年に都市権を得た。この街が一時的に国際的に重要な温泉に発展する上で重要だったのがヘッセン大公国への移管であった。大公国政府は公認賭博場の開設を許可し、その税収は急速な拡充の財源となったのである。この街は1869年に、その名に「Bad」（バート＝温泉町を意味する）を冠した。

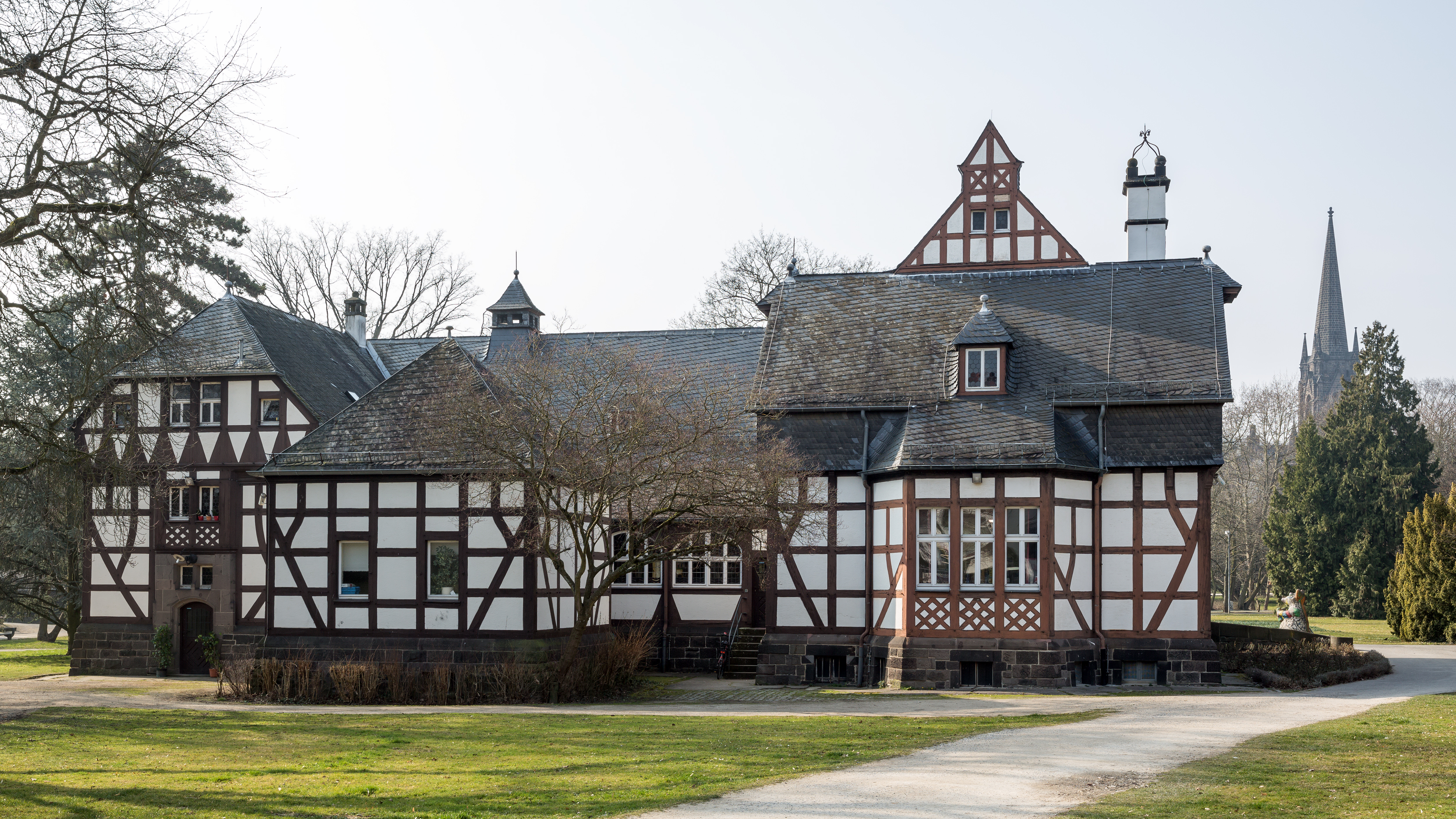
旧吸入棟

バート・ナウハイムは、1900年頃には数千人の客が訪れる世界一流レベルの地位を手に入れていた。温泉は、単に健康目的だけでなく、国際的な名士たちの社交場として利用された。イメージを衛生的で、かつ美的に変化するために、世紀の変わり目の時代には新しい浴場の建設が避けられないものとなった。大公国政府の建設監督官ヴィルヘルム・ヨストの指導の下、1901年あるいは1902年から1912年までの間に浴場施設、療養施設、飲食施設は統一した姿に改築された。ヨストはまず、1902年にクアパークの真ん中に吸入棟を建設した。この建物は現在、市立図書館となっている。
新しい温泉施設の中心となる建物が、ハイグレードなユーゲントシュティール建築のシュプルーデルホーフであった。
1910年から1912年までに飲泉施設が建設された。この建物は、飲泉ホール、遊歩施設、四角形の水槽を前面に配したコンサートステージがある中庭を馬蹄形に取り囲んでいる。遊歩ホールの西端には、飲泉ホールと導管でつながっているクアブルンネン（鉱泉の泉）がある。その中央では、金のドームと冠をつけた八角形の水盤から、治癒力のある水が噴き出している。
1862年から1864年に建設されていたクアハウスもこの時代に増改築がなされた。テラスと庭園が拡張され、音楽用の四阿が設けられ、抽象的で象徴的なユーゲントシュティール絵画で豊かに装飾されたコンサートホールが建設された。保養施設のある市の中心付近には高級住宅街が形成され、カールトン、ブリストル、ヴァルドルフ＝アストリア、カイザーホーフといった巨大な国際的ホテルコンツェルンが数多くの高級ホテルを建設した。ヨストの指導下で、当時の最先端技術を駆使したインフラストラクチャーも建設された: 発電所や、全市内のセントラルヒーティングを行う巨大な発熱所がそれである。これに必要な施設は、駅の東側のユーゲントシュティール建築複合体に集められ、ほとんど変わらない姿で現存しており、その比類のなさから、重要建築文化財に指定されている。
第一次世界大戦後もバート・ナウハイムは、エレガントで贅沢な温泉という評判を保持していた。数多くの亡命ロシア貴族の他に、アメリカ合衆国の著名な人物もバート・ナウハイムを訪れている。エレガントなホテルバーでは、ヴァイマル共和国で有名なダンスオーケストラが演奏を行った。その中にはバート・ナウハイムで設立されたベルナルト・エッテ管弦楽団もあった。声楽アンサンブルコメディアン・ハルモニストもこの街で客演した。さらにミハイル・タリ、パウリ・ケレス、アレクサンドル・アレヒンなどのチェスプレーヤーがこの街で対局を行った。

### 有名な逗留客
- 1859年　オットー・フォン・ビスマルク

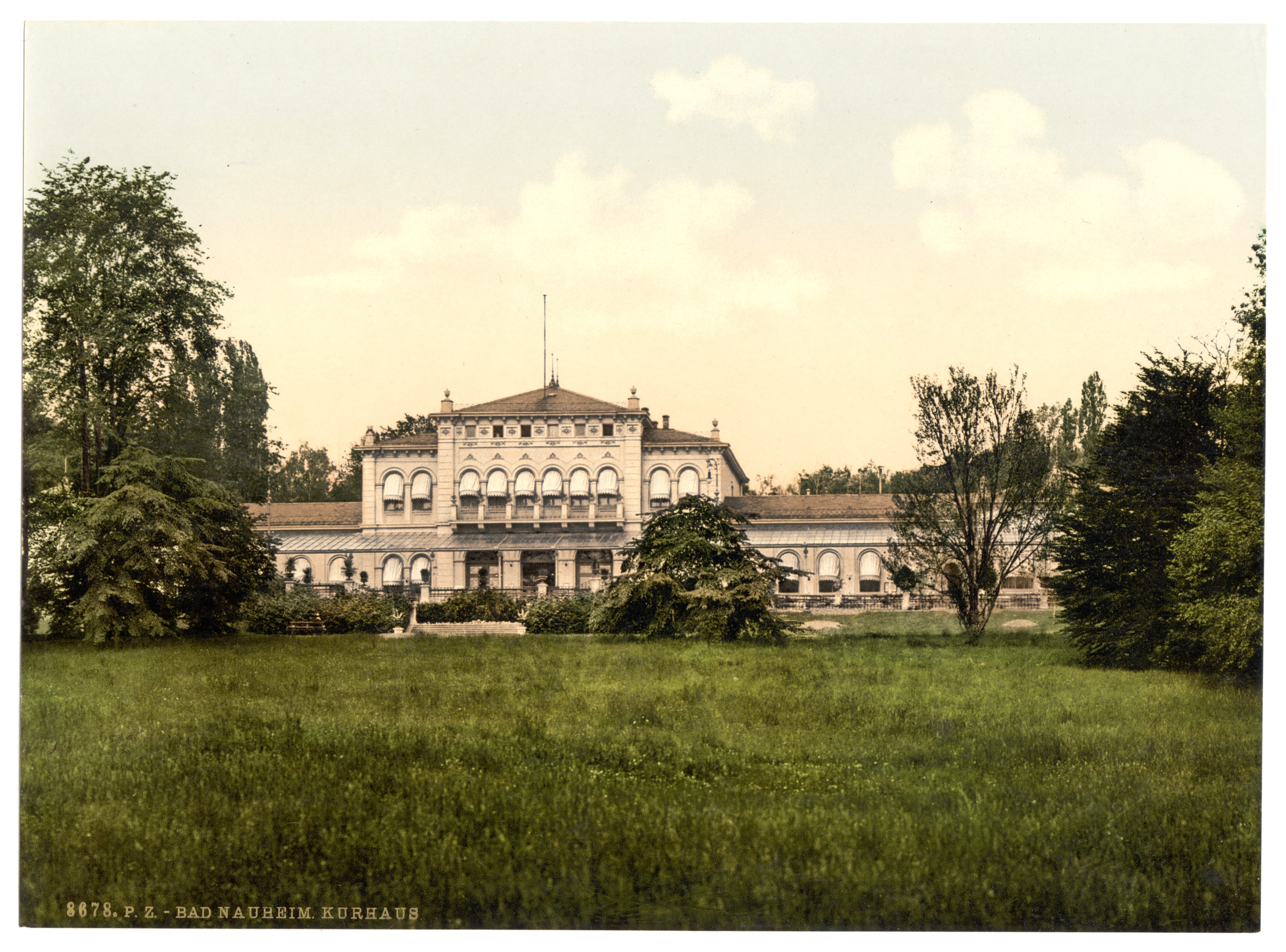
1900年頃の絵はがきに描かれたバート・ナウハイムのクアハウス

- 1871年　オーストリア皇帝フランツ・ヨーゼフ1世と皇妃エリーザベト・フォン・エスターライヒ、ドイツ皇帝ヴィルヘルム1世と皇妃アウグスタ
- 1891年には、後にアメリカ合衆国大統領となる 9歳のフランクリン・ルーズベルトが両親とともに数ヶ月間バート・ナウハイムに滞在した。彼はしばらくの間この地の公立国民学校に通った。校舎にはこの最も有名な生徒を記念した記念板が設置されている。
- 1898年8月16日から29日　皇妃エリーザベト・フォン・エスターライヒが、ジュネーヴで殺害される直前に逗留した。
- 1910年　ロシア皇帝ニコライ2世と皇妃アレクサンドラ・フョードロヴナ（彼女はヘッセン大公エルンスト・ルートヴィヒの妹に当たる）

その他:
- ブルガリア王フェルディナント
- アルフレート・クルップ
- アウグスト・ベーベル
- リヒャルト・シュトラウス
- ゲルト・フォン・バセヴィッツ
- カール・マイ
- マリオン・デイヴィス
- リリアン・ギッシュ
- ウィリアム・ランドルフ・ハースト
- アルベルト・アインシュタイン
- エーリヒ・ケストナー
- ラビンドラナート・タゴール
- ハンス・アルバース
- パトリック・オーガスティーン・シーハン（ドイツ語版、英語版）

### 第二次世界大戦
第二次世界大戦の間、保養施設や接収された多くのホテルは野戦病院として利用された。ここには戦争捕虜となった連合国の司令官も収容された。おそらくこうしたことが背景となってこの街はほとんど爆撃を受けなかった。バート・ナウハイムは、ことさら挙げるような被害を受けずに戦争を切り抜け、戦後も無傷で電力や熱の供給が行われた。
1945年3月29日、バート・ナウハイムはアメリカ軍第3軍に占領された。

### 1945年以後
戦後、戦争被害が少なかったことから、アメリカ管理区域の多くの軍事および民間の管理機関がホテルや邸宅に入居した。その中にはdpaの先駆機関となった DANA 通信社などもあった。また、後のヘッセン放送も、ラジオ・フランクフルトとしてバート・ナウハイムのスタジオから放送を開始した。
ドイツの多くの都市とは異なり、バート・ナウハイムでは、物資の不足を耐える場面は少なかった。アメリカ軍の観察によれば本市は、生活はわずかに損なわれたものの、その財力や縁故によって良質な栄養、衣服、住環境を享受することができるかつての上流階級の一部が残る街であった。彼らは経済生活や社会生活において新たな影響力をすぐに獲得していった。

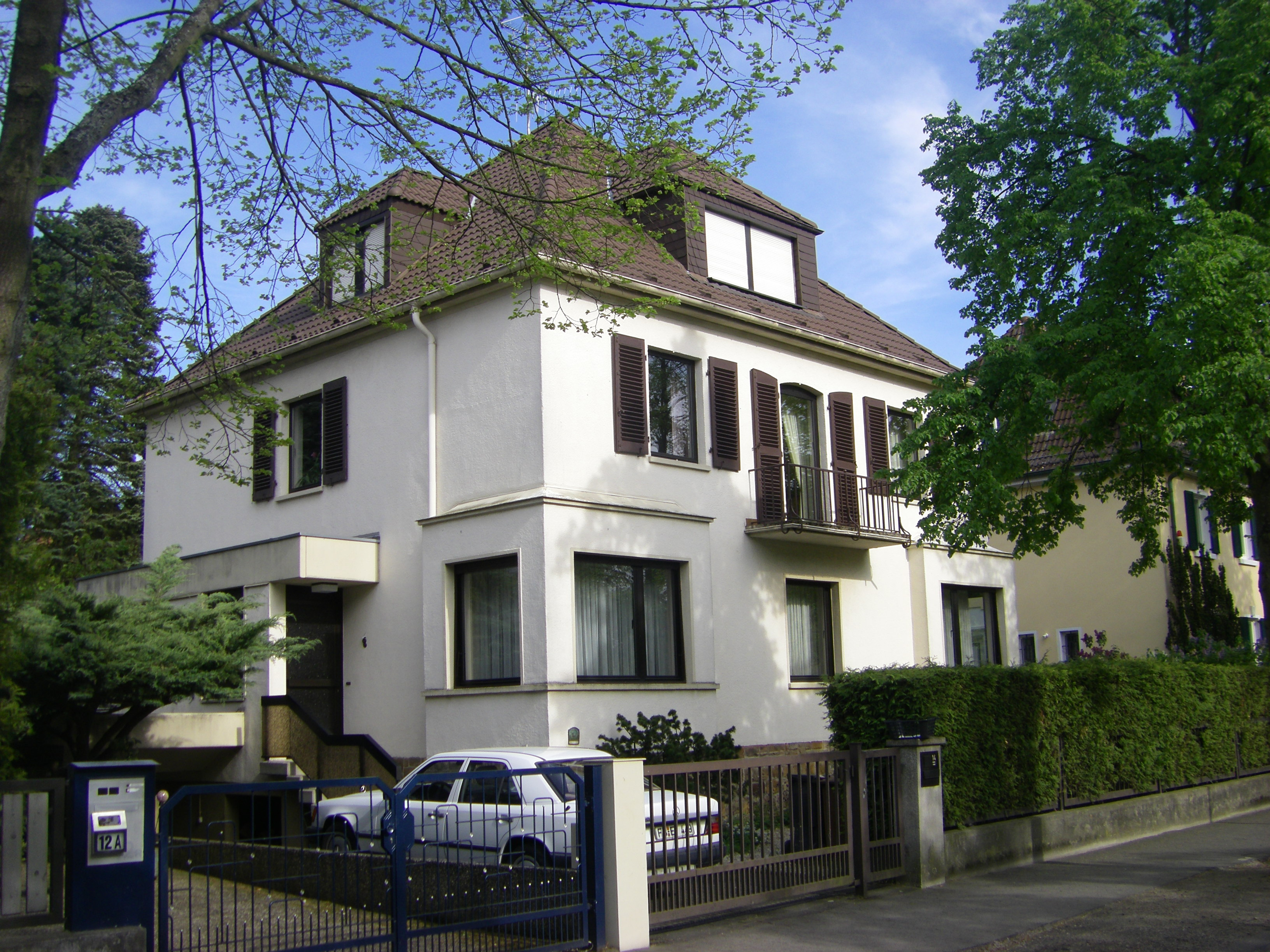
1959年2月3日から1960年3月2日までエルヴィス・プレスリーが住んだ家。ゲーテ通り14番地

1950年代に上流階級の温泉地としてのきらめきが短期間だが復活した。1958年10月から1960年3月まで、隣町のフリートベルクで兵役に就いていたエルヴィス・プレスリーがバート・ナウハイムに住んだ。1959年にはサウジアラビアの国王サウード・ビン・アブドゥルアズィーズが多くの廷臣とともにこの街に滞在した。1960年代にはアラブ地域からさらに多くの貴顕が訪れた。しかし、この街の姿はやがて変貌していった。新たに設けられた社会システムによって、温泉宿は周辺の広い地域に拡散し、裕福でない階層の住民が近づくようになった。温泉客の数は著しく増加し、社会保健施設の大規模病院が数多く建設されたが、国際的な上流階級が集う社交場としての本市の名声は次第に色褪せていった。
保健衛生分野の経費削減政策に伴って、健康保険・保養業も1980年代から次第にその重要性を喪失していった。心臓・循環器疾患の新たな治療法によって、金のかかる温泉療養は医学的に無駄なものとなった。しかし多くの大規模病院や専門病院によって、バート・ナウハイムは健康都市としての地位を保っている。心臓研究や、それに伴う学会や会議は、この地に長い伝統を有している。この街には、マックス＝プランク心臓および肺研究所（W.G.ケルクホフ研究所）やヘッセン州医師会の研究施設がある。

### 市町村合併
レトゲンとヴィッセルスハイムが合併して1971年2月1日に成立した短命の自治体ヴェッタータールは、ヘッセン州の地域再編に伴い、同年12月31日にバート・ナウハイムに合併した。1972年2月1日にシュヴァルハイムがこれに加わった。同年8月1日はニーダー＝メルレンとシュタインフルトがこれに続いた。また、これと同じ日にフリートベルク郡はヴェッテラウ郡に吸収された。

## 住民

### 宗教

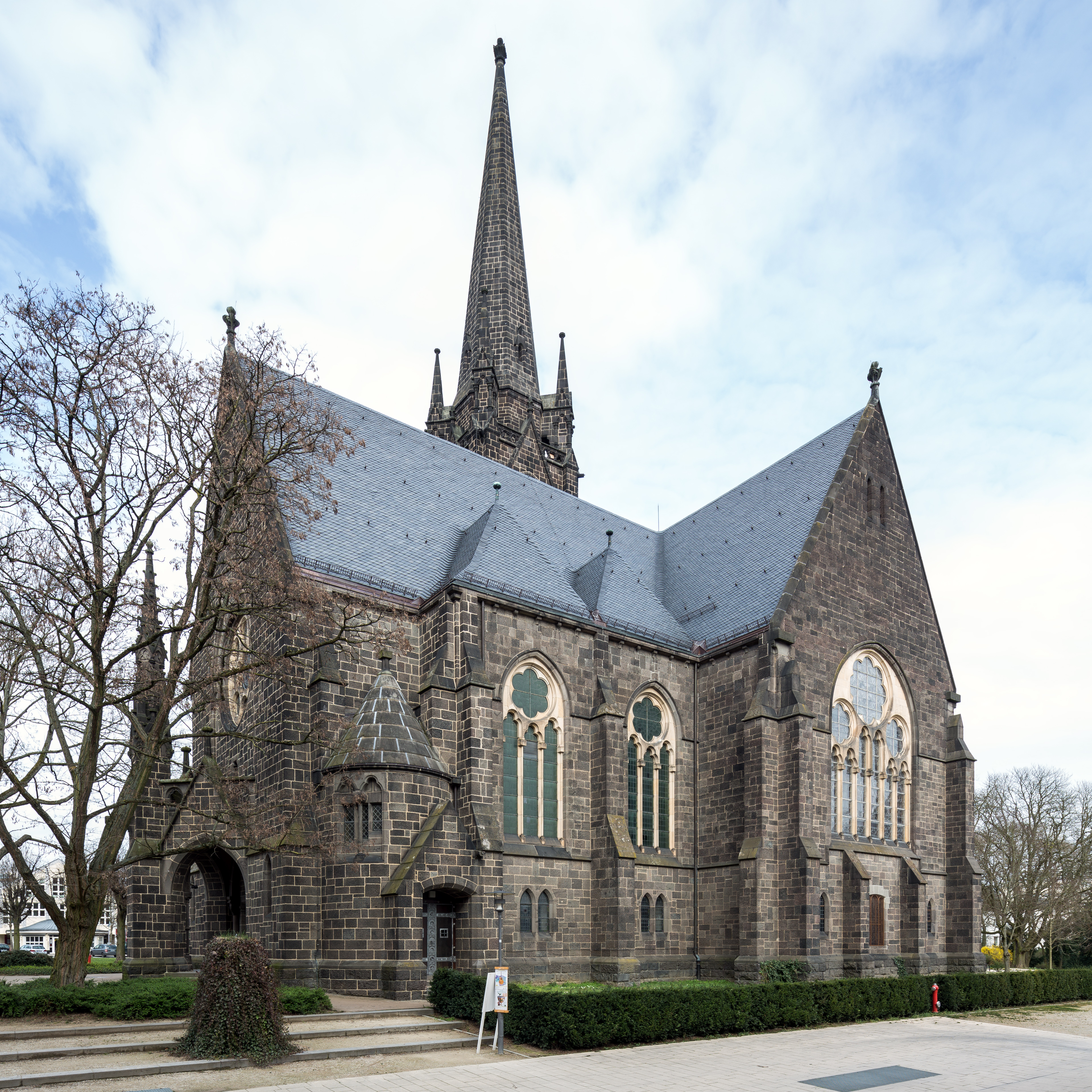
バート・ナウハイム感謝教会

#### 福音主義教会
バート・ナウハイムは現在、ヘッセンおよびナッサウ福音主義教会の地域に属している。1818年のハーナウ連合以降、ラインハルツ教会は放棄され、大きなヴィルヘルムス教会で合同礼拝が行われている。教会組織は、新たに建設された感謝教会に1906年に移転した。

#### ユダヤ教会
ナウハイムにおけるユダヤ教活動の開始は、ヴェッテラウの他の多くの町と同様に中世末期、おそらく14世紀になってからであった。1468年から16世紀前半までは、わずかに数家族のユダヤ人が住んでいた。18世紀に、本市が国際的に高い地位の温泉保養地となるにつれ、新たに小規模なユダヤ人組織が入植した。1867年または1886年に最初のシナゴーグが完成した。シナゴーグは、1929年に、建築上高度に近代的な建物に建て替えられた。この建物は1938年11月9日の排斥運動（水晶の夜）に耐えた。1945年3月29日のアメリカ合衆国軍による占領直後、すなわち終戦前から、ドイツの連合国占領地域で最初のユダヤ教の礼拝がここで行われた。現在このユダヤ教会には、約 350人の信者がいる。
バート・ナウハイムは、キリスト教＝ユダヤ教共同活動協会のドイツコーディネート会議本部およびブーバー・ローゼンツヴァイク財団の本部所在地である。2005年にバート・ナウハイムのクールテアターで、連邦中が注目する、指揮者ダニエル・バレンボイムへのブーバー＝ローゼンツヴァイク＝メダルの授与式が開催された。

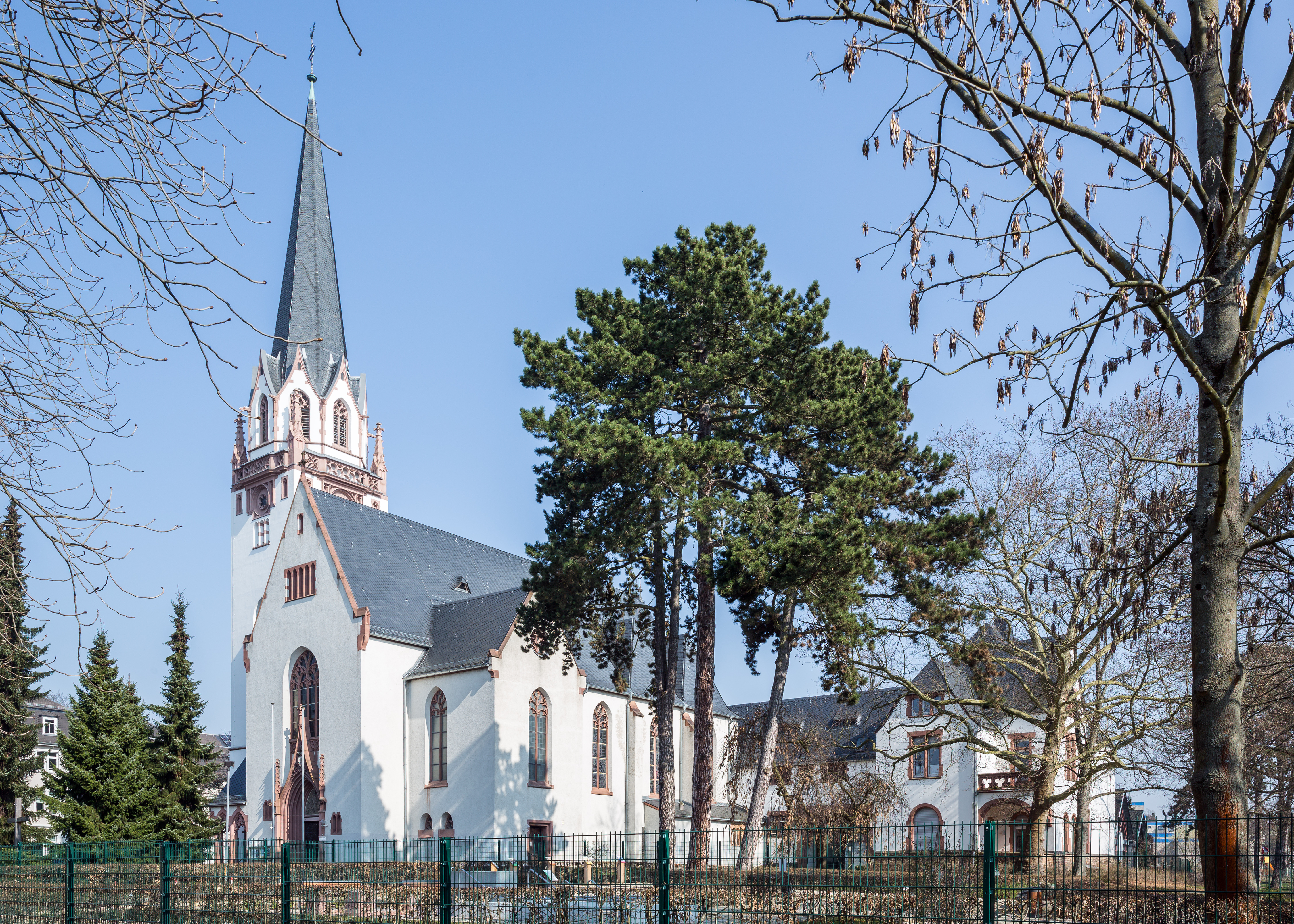
聖ボニファティウス教会

#### ローマ＝カトリック教会
逗留客によって宗教上の寛容性や柔軟性が高まり、19世紀にバート・ナウハイムに再びローマ＝カトリック教会が組織された。この教会は初め、ラインハルツ教会を賃貸して礼拝を行っていた。この教会は1905年に、ネオゴシック様式の福音主義感謝教会と類似の聖ボニファティウス教会で、福音主義と同等の教会堂を入手した。

#### ロシア正教会
バート・ナウハイムのロシア正教会は、第一次世界大戦前に多くのロシア人湯治客のために組織され、1907年からラインハルツ教会を使用している。

## 行政

### 議会
2011年3月27日の市議会選挙以後、バート・ナウハイムの市議会は 45議席で構成されている

### 首長
アーミン・ホイザー (CDU) は、当時現職のベルント・ヴィッツェル (UWG) を対立候補とした 2011年4月10日の決選投票でを 70.3 % の票を獲得して当選した。この選挙の投票率は 36.9 % であった。
クラウス・クレスは、2017年5月7日の選挙で、3人の対立候補を相手に 50.6 % の票を獲得して市長に選出された。この選挙の投票率は 41.6 % であった。

### 紋章
図柄: 9つの食塩の結晶を並べた形を模した銀色の横帯で上下二分割。上部は青地で、金の冠と金の爪を持ち、銀と赤が5回入れ替わるストライプの獅子が中央の帯から現れている。下部は黒地で、銀の水盤の上に銀の噴泉が描かれている。
塩の結晶は、バート・ナウハイムにおける枝条架装置の特別な意味を強調している。銀と赤の獅子はヘッセン州の紋章の意匠となっている動物であり、ヘッセン家の紋章から採られたものである。シュプルーデルホーフは、バート・ナウハイムの象徴的建造物である。

### 姉妹都市
- ボクストン（英語版）（イギリス、ダービーシャー）
- ショーモン（フランス、オート＝マルヌ県）
- オーストカンプ（オランダ語版、英語版）（ベルギー、ウェスト＝フランデレン州）
- バート・ランゲンザルツァ（ドイツ語版、英語版）（ドイツ、テューリンゲン州）[14]

## 文化と見所

### 建造物

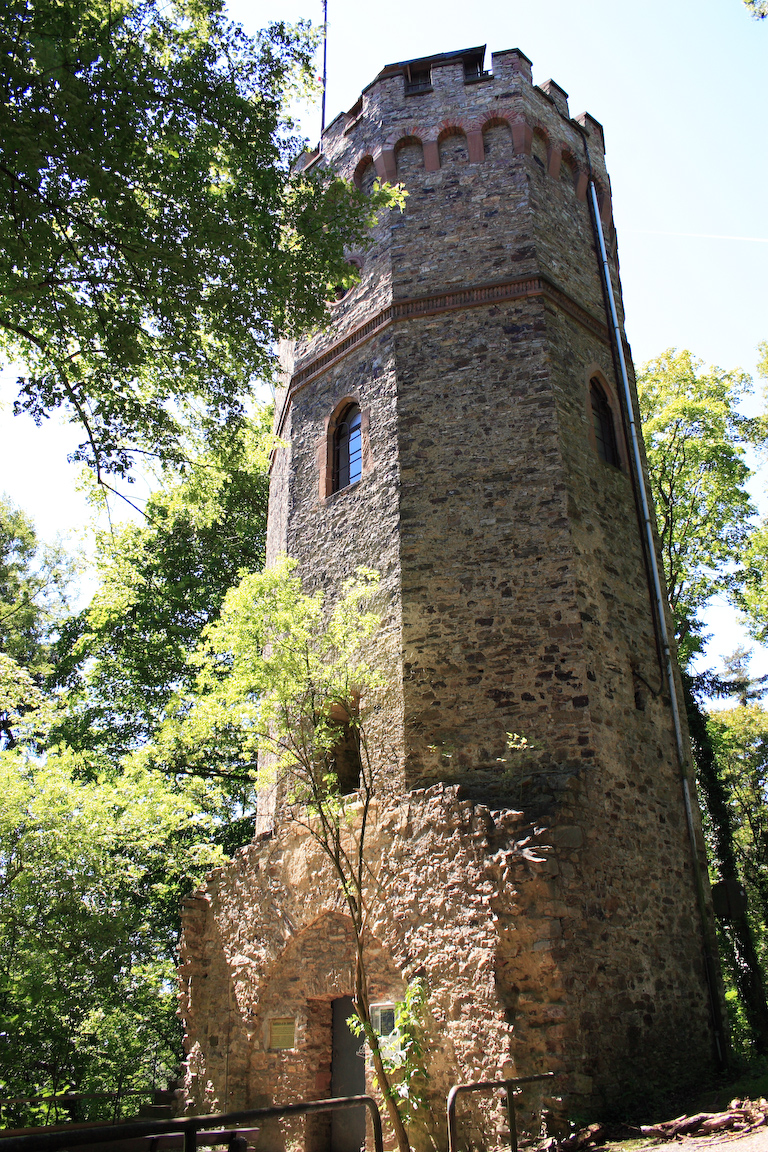
ヴェッテラウ市民天文台

市内で最も古い現存する建築遺産は、旧市街地区ではなく、その脇のヨハニスベルクにある。教会跡の現存する塔は、13世紀のものである。これは 8世紀に創設された教会の後継建造物であり、現在はヴェッテラウ市民天文台が入居している。その近くには、2世紀半ばに分類されるローマ時代の信号塔跡がある。
旧市街は比較的新しい建物に囲まれているが、北はシュトレーゼマン通り、東はアリーセン通り、南はエルンスト＝ルートヴィヒ＝リング、西はグラーベン通りの間にあたる旧市街は、15世紀に建設され、19世紀初めに撤去された市壁で囲まれていた。その跡は現在も明らかに認識できる。都市構造上の特徴は、東西の通り（ハウプト通り）を中心軸とする街村であるが、不規則に南北の通りがある。
かつてナウハイムの改革派教会であったヴィルヘルムス教会は、中世のハウハイムのドルフ教会（村の教会）をその前身とする、この街で最も古い教会である。18世紀からの旧ルター派教会、ラインハルツ教会は、現在ロシア正教会が利用している。感謝教会はルートヴィヒ・ホーフマンの設計に基づき、20世紀初期に先行教会からその機能を引き継いだ。
世俗建造物については、三十年戦争後の再興期や、17世紀あるいは18世紀に建設された木組み建築が現在も大勢を占めている。保存されている邸宅や立派な街並みは、たとえばアプフェル通り、ボルン通り、ブルク通り、ヴィルヘルム通りで見られる。街並みには、20世紀に化粧漆喰で塗り込められたが、集中的な修復で再び漆喰を剥がされた木組み建築も含まれている。個別の建物としては、ハウプト通り 29 / 31 番地の保存状態の良い屋敷や、同じくハウプト通りの 56番地の家が特筆に値する。
シュプルーデルホーフは、飲泉施設やそれに伴う技術棟の建物とともに、ユーゲントシュティールの傑出した作例の一つであり、この時代様式の最良で最も密度の高い建造物の一つである。ナウハイムの温泉・療養施設の芸術上の造形には、ダルムシュタット芸術家村の芸術家たち、たとえばアルビン・ミュラー、フリードリヒ・ヴィルヘルム・クロイケンス、ハインリヒ・ヨプスト、エルンスト・リーゲルらが携わっている。ユーゲントシュティール建築のユニークさと比較的良好な保存状態の建築アンサンブルであることから、バート・ナウハイムは、ヨーロッパ・ユーゲントシュテュール・ネットワークの都市とともにアール・ヌーヴォ・ネットワークに加盟している。
ゴルトシュタインには、1905年に建設されたセントラルヒーティング施設がある。この建物は、産業技術建築分野におけるユーゲントシュティールの一例である。
- ヴィルヘルムス教会
- ハウプト通り 29 / 31 の屋敷
- シュプルーデルホーフ
- ゴルトシュタインの産業遺産施設

### レジャー・スポーツ施設

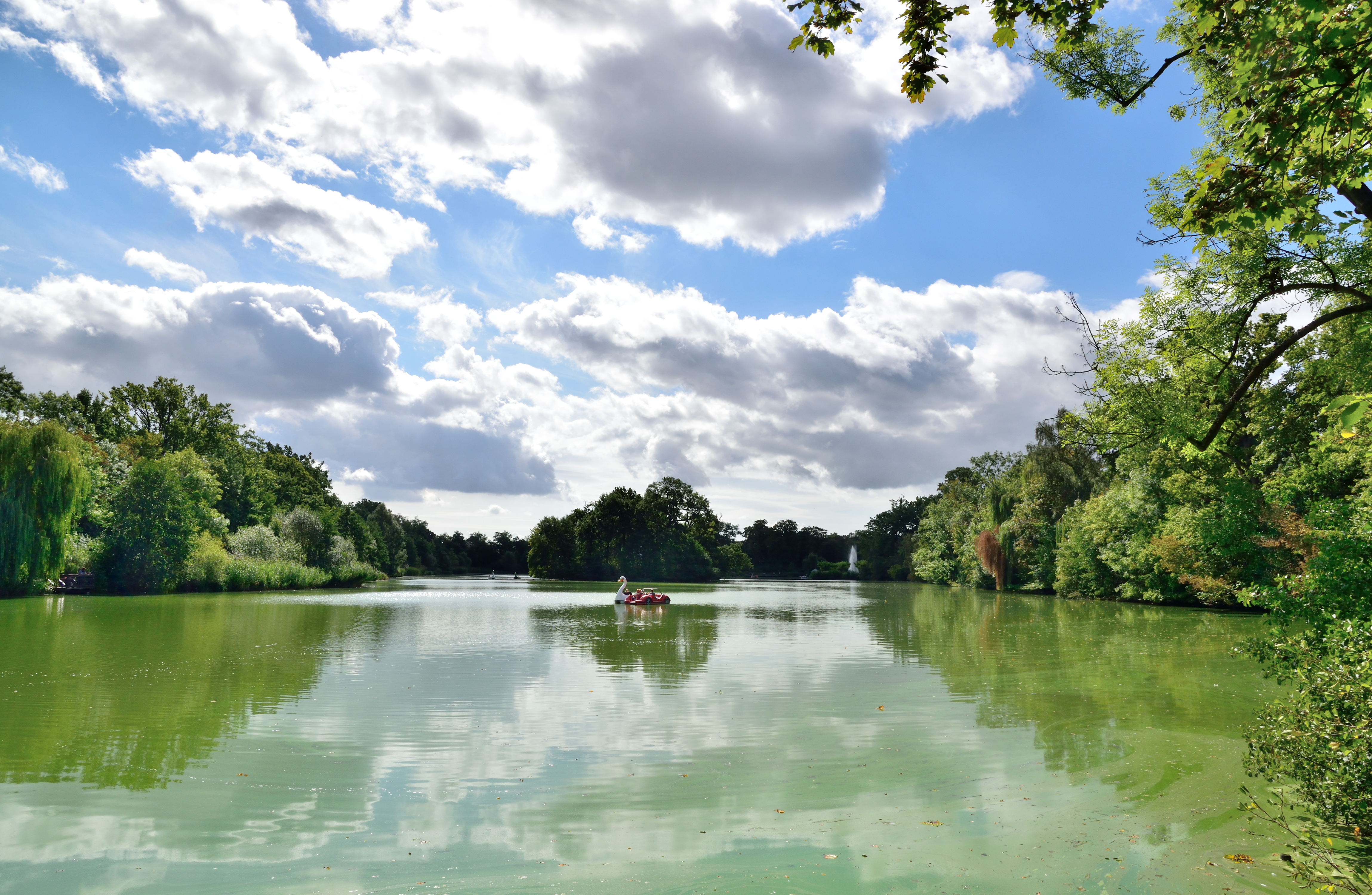
クアパークのグローサー・タイヒ

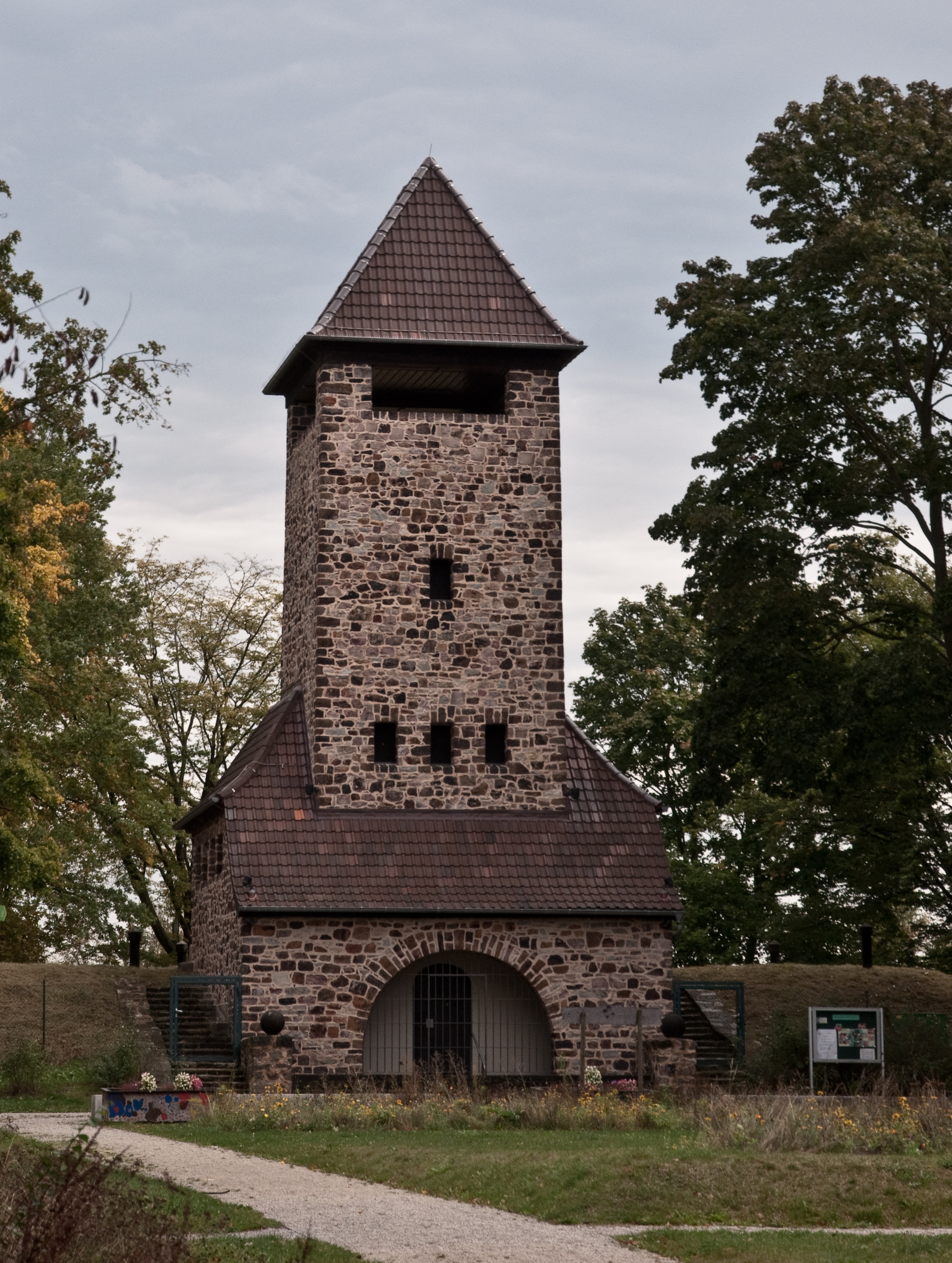
ゴルトシュタイン公園の展望塔

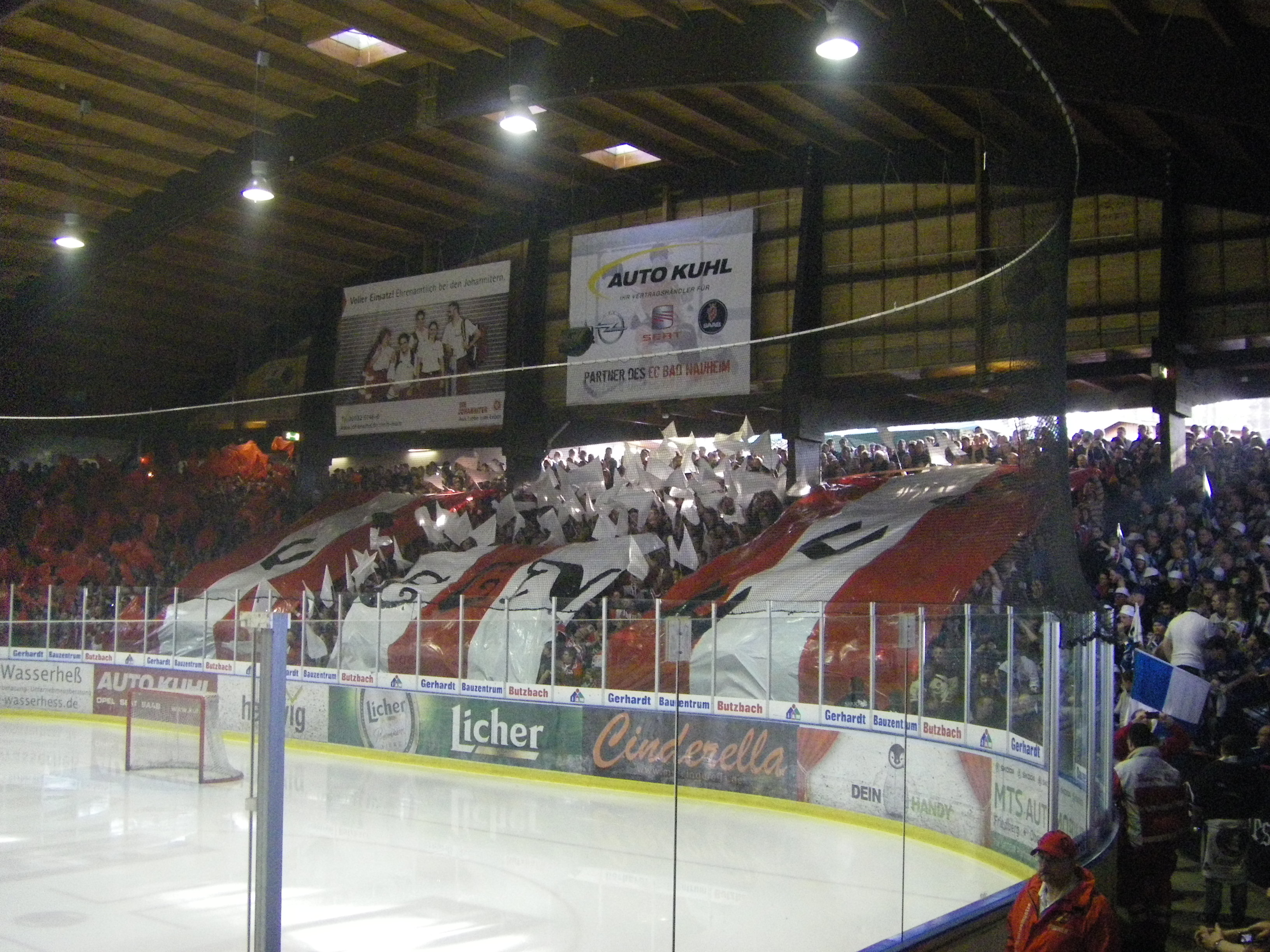
コローネル＝ナイト＝アイスシュターディオン

人気の内市街の憩いの場所が歴史的なクアパークである。この公園には老木や、18世紀に貯水池として作られた堰止め湖である「グローサー・タイヒ」（直訳すると「大きな池」）がある。ここでは、夏季にはボート遊びができ、エルンスト＝ルートヴィヒ大公杯ルダーレガッタが毎年開催される。公園内には、現在国際的なホテルチェーンによって高級ホテルとして営業されているクアハウスの建築群がある。これには堂々とした野外階段や装飾豊かなユーゲントシュティール様式のクアシアターが含まれる。
コロナード側の入口沿いの公園内には、伝統的なテニスクラブ・ロート＝ヴァイス・バート・ナウハイム e.V. の建物がある。このクラブハウスには 6面の赤土のコートが付属している。
クアパークと境を接してゴルフクラブ・バート・ナウハイムのゴルフ場がある。100年以上前に建造されたこのゴルフ場は、ドイツで最も古いゴルフ場の一つに数えられる。1900年頃の英国コロニア様式の白い木造建築のクラブハウスは絵画のような小塔とアーケードを持ち、本市の象徴的建造物の一つとなっている。
本市には、クアパークの他にも 2つの大きな公園施設がある。近代的な造形のジュートパルク（南公園）は、周辺の病院や療養所の患者に、療養のための散歩に利用されている。内市街の外側に位置し、ローマ時代のリーメスの監視塔を模した展望塔を持つゴルトシュタインパルクは、2010年ヘッセン州庭園博の会場として新たにデザインされた。
隣市のフリートベルクと共同で、両市の間のウーザ川の谷に大規模な野外プールが設けられた。80年代初めに建設されたこの「ウーザ＝ヴェレンバート」は、50 m の人口波のプール、子供用プール、噴水、「ブラック・ホール」と呼ばれるウォーター＝シュート、大きなウェルネス部門の他、レストランもあるホール複合体である。夏期にはこれに加えて3つの水槽と大きな日光浴場を持つ野外プールがオープンする。
バート・ナウハイムの鉱泉による治癒を期待する湯治客は、内市街にある近代的な屋内温泉浴場「テルマ・アム・パルク」を利用する。この施設には、屋外浴場、2つの屋内浴場の他に、日光浴室やサウナ、レストランもある。
全国的に有名なアイスホッケークラブ EC バート・ナウハイムの競技施設コローネル＝ナイト＝アイスシュターディオンは、1945 / 46年冬季に、アメリカ占領軍の地方司令官の命令によって、市内中心部、クアパルクの端に建設された。夏季には、インラインホッケーのブンデスリーガに所属するバート・ナウハイム・グリズリースの試合が行われる。高額な維持費と改修の必要性が高まっていることから、この古い施設の将来の見通しは不安定である。
市の西側は広大な森林に接しており、ここには遊歩道網が密に整備されている。ここには、2006年サッカーワールドカップの際にサウジアラビア代表チームが練習場として利用したバート・ナウハイム・ヴァルトシュターディオンもある。ヨハニスベルクの森に覆われた斜面では、バート・ナウハイムの先史時代や古代の痕跡を見ることができる。山頂の平らな部分に設けられたレストランからは、市街地やヴェッテラウ東部の雄大な眺望が得られる。斜面の麓では、1999年から、約 3000 m2 の畑でブドウが栽培されている。この畑は、バート・ナウハイム・ブドウ栽培愛好サークルによって栽培されており、この地で数百年前に行われていたブドウ栽培を復活させたものである。
子供や若者向けのレジャー・文化プログラムは、青少年の家「アルテ・フォイアーヴァッヒェ」が提供している。
1977年から1997年までタイヒハウスシュレッセンに塩の博物館が入っていた。現在は、枝条架装置近くにあるケルテンパヴィロンが、バート・ナウハイムの製塩の歴史を紹介している。シュタインフルト地区にはバラ博物館がある。

## 経済と社会資本

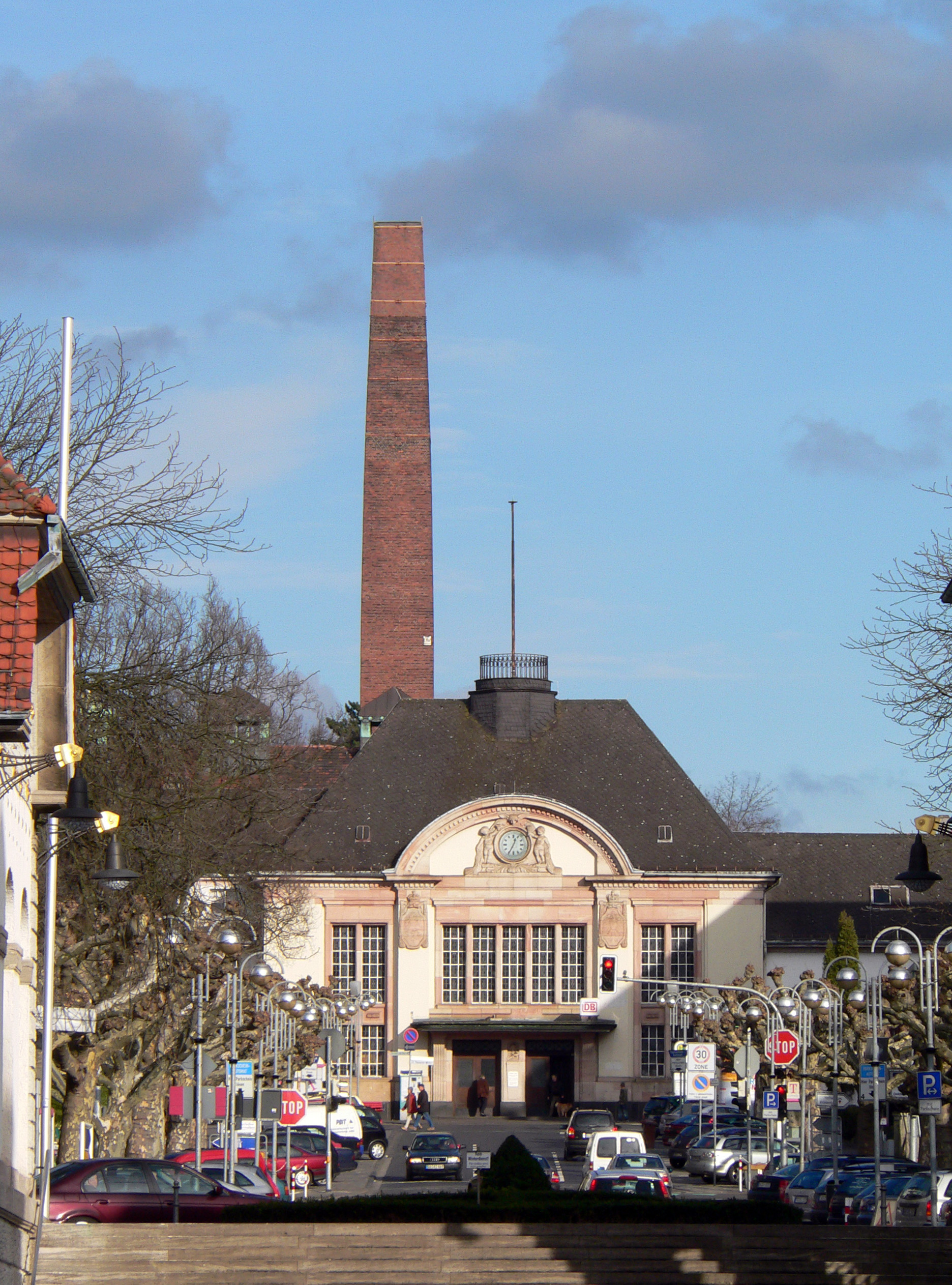
バート・ナウハイム駅

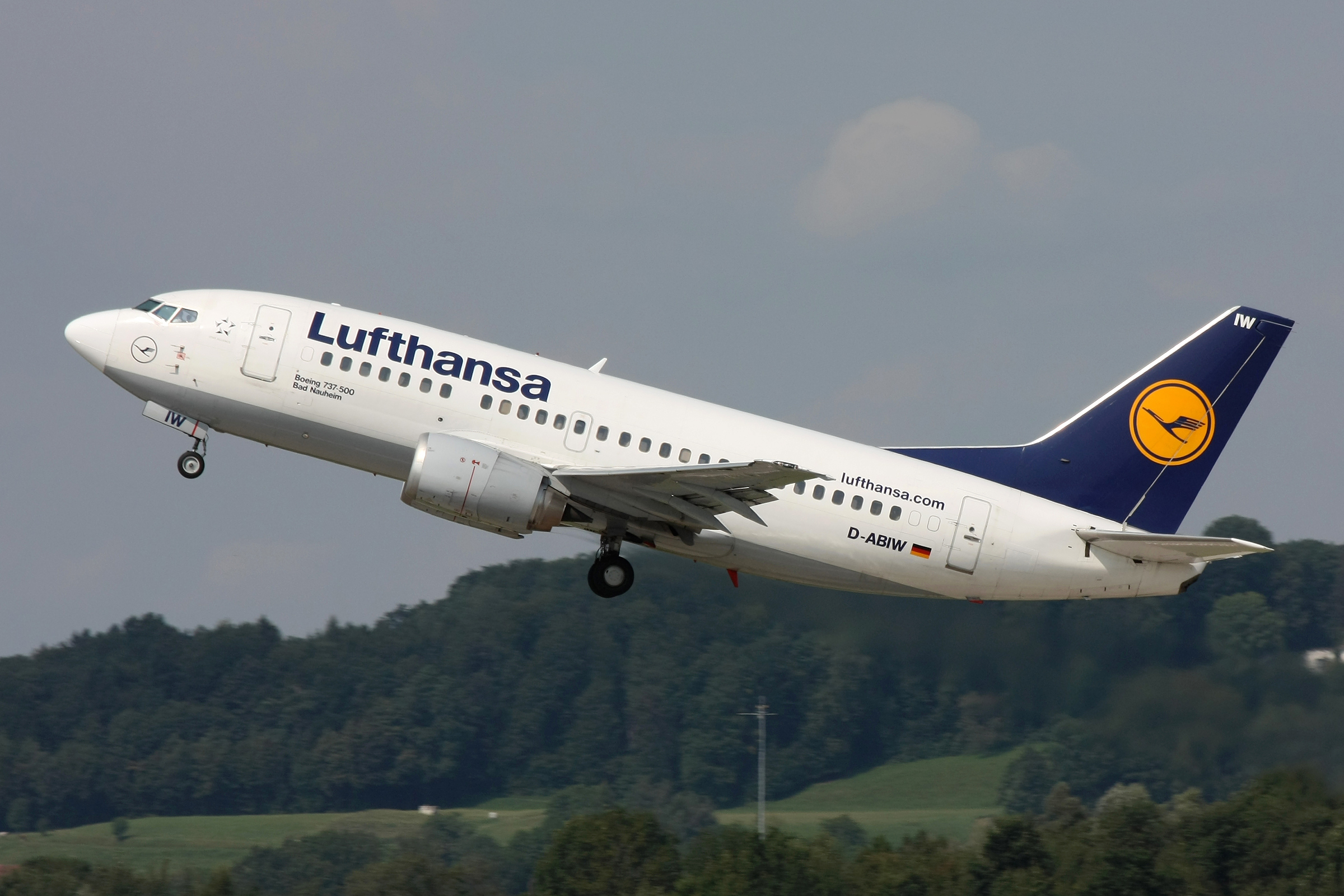
バート・ナウハイムのニックネームを持つボーイング737-500 (D-ABIW)

### 交通
バート・ナウハイムにはアウトバーン A5号線のバート・ナウハイム・インターチェンジがある。また、ニーダー＝メルレン地区にはオーバー＝メルレン・インターチェンジ経由でアクセスできる。バート・ナウハイム周辺には、連邦道 B3号線および B275号線共通のバイパス道路が通っている。
バート・ナウハイムには 4本の市バス路線 (FB-11, 12, 14, 15) が運行されており、各市区を結んでいる。このバス路線は、バート・ナウハイム市施設局の委託を受けシュトロー・バス交通 GmbH が運営している。この他には、VGO交通会社オーバーヘッセン mbH の様々なバス路線（特にフリートベルク行き）が運行している。
バート・ナウハイム駅（ドイツ語: Bahnhof Bad Nauheim）は、マイン＝ヴェーザー鉄道およびブッツバッハ - リッヒャー鉄道の駅である。ただし、後者の駅としては保存鉄道が利用するだけである。この駅では、ハーナウ - フリートベルク - ギーセン間のレギオナルバーン およびミッテルヘッセンエクスプレスが発着する。ラッシュ時間帯にはフランクフルト・アム・マイン - ジーゲン間のレギオナルエクスプレスも発着するが、フランクフルト - カッセル間のRE30などは当駅を通過する。この路線およびSバーンでフランクフルトへ行くには、フリートベルク (ヘッセン) 駅で乗り換える必要がある。
隣町のオーバー＝メルレンには、予め許可を受けたグライダー、小型飛行機、ヘリコプターが離着陸できるオーバー＝メルレン飛行場がある。アエロクラブ・バート・ナウハイム e.V. はこの飛行場を活動拠点としている。

### 教育
バート・ナウハイム市は、幅広い学校および教育機関を運営している。古典的なギムナジウムの他にヴァルドルフ学園やその他の教育機関がある。
- ヘッセン州医師会の医学継続教育アカデミー
- 自由ヴァルドルフ学園ヴェッテラウ
- エルンスト＝ルートヴィヒ＝シューレ・バート・ナウハイム（ギムナジウム）
- ザンクト＝リオバ＝シューレ（ギムナジウム）
- 市立学校アン・デア・ヴィルヘルムスキルヒェ（基礎課程学校）
- ゾフィー＝ショル＝シューレ・ヴェッテラウ（基礎課程学校）
- ゾルグラーベンシューレ、ヴェッテラウ郡の中等学校（旧本課程・実科学校）
- ヴェッテラウ郡商業職業学校
- カール＝エーレマエン＝シューレ
- マックス＝プランク心臓・肺研究所

本市はさらに、マック＝プランク財団の「共同支援会員」となっている。

## 人物
- ハインリヒ・シュトレーベル（ドイツ語版、英語版）（1869年 - 1944年）社会主義の政治家、出版者。
- ユルゲン・ポント（ドイツ語版、英語版）（1923年 - 1977年）ドレスナー銀行代表、ドイツ赤軍によって殺害された。
- ホルガー・ゲシュヴィントナー（ドイツ語版、英語版）（1945年 - ）バスケットボール・ドイツ代表選手。
- ライナー・フィリップ（1950年 - ）アイスホッケー・ドイツ代表選手。
- カロリーヌ・リンク（1964年 - ）映画監督、脚本家。
- アンドレアス・マイアー（ドイツ語版）（1967年 - ）作家
- ジェシカ・ヴァールス（ドイツ語版、英語版）（1977年 - ）ポップシンガー、ガール・グループ「ノー・エンジェルス（ドイツ語版、英語版）」のメンバー。
- ユリアン・ドゥッダ（ドイツ語版、英語版）（1993年 - ）サッカー選手。

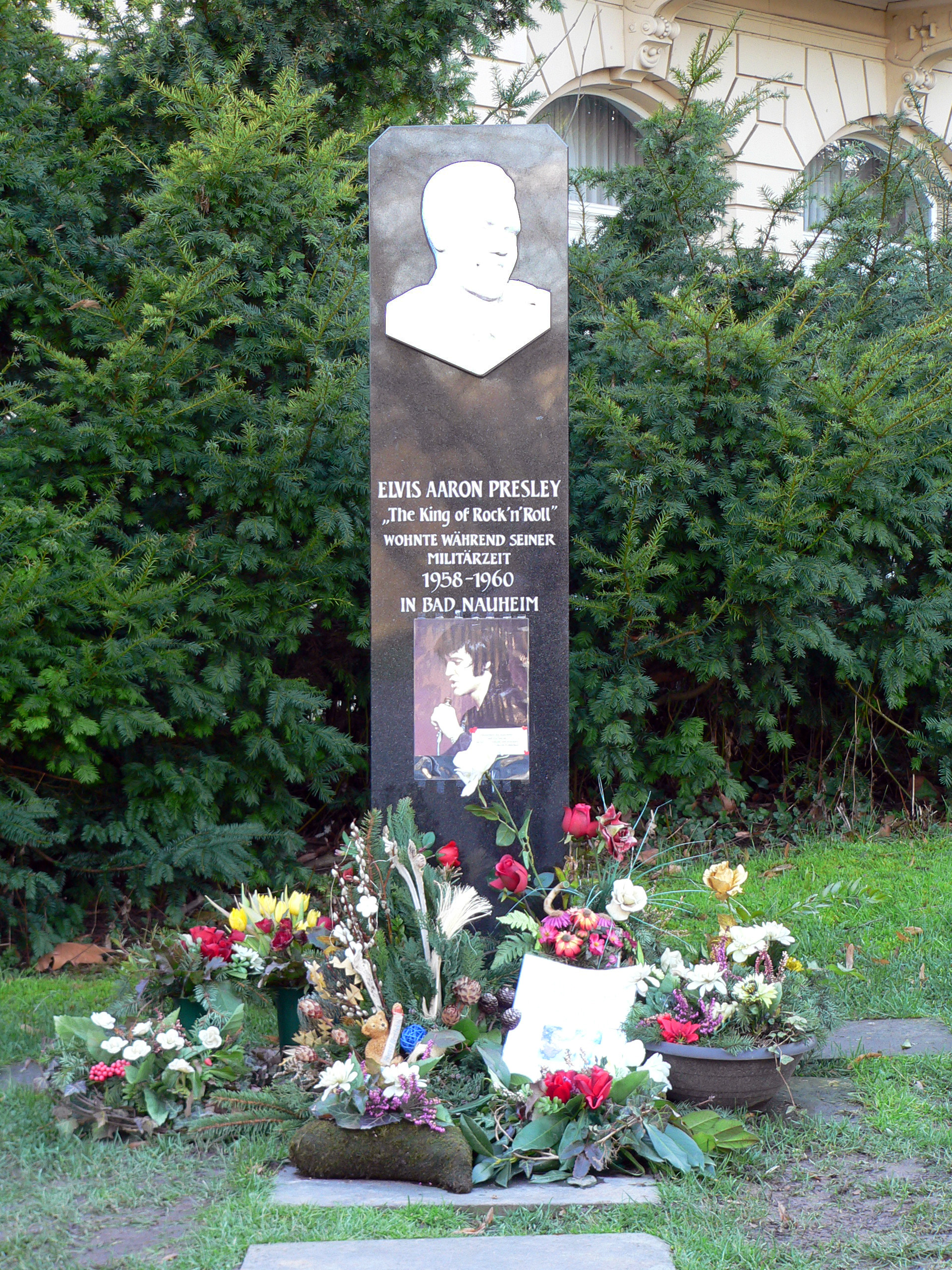
エルヴィス・プレスリーの記念碑

### ゆかりの人物
- エルヴィス・プレスリー（1935年 - 1977年）ロック歌手。1958年10月1日から1960年3月2日まで隣市のフリートベルクで兵役に就いた。この間、最初はヒルベルツ・パーク・ホテル、次いでホテル・ヴィラ・グルーネヴァルトに宿泊し、最後の12ヶ月をゲーテ通り14番地の民家を賃借して住んだ。小さな記念碑と、彼にちなんだ名前の通り（ホテル・ヴィラ・グルーネヴァルトの前、クアハウスの向かい）が当時をしのばせている。
- ジャムシェトジー・タタ（1839年 - 1904年）企業家。タタ・グループの創設者。1904年5月19日にバート・ナウハイムで亡くなった。

## 関連図書
- Dietwulf Baatz, Fritz-Rudolf Herrmann (Hrsg.): Die Römer in Hessen. Theiss, Stuttgart 1989, ISBN 3-8062-0599-X, S. 237f.
- Otto Weiss, J. Groedel: Bad-Nauheim : Führer für Aerzte und Kurgäste. 5. Auflage. Bindernagel, Friedberg 1890. ([mets=http%3A//digital.ub.uni-duesseldorf.de%2Foai%2F%3Fverb%3DGetRecord%26metadataPrefix%3Dmets%26identifier%3D1720553 デジタル版], Universitäts- und Landesbibliothek Düsseldorf（2015年8月14日 閲覧）
- Susann Barczikowski (Hrsg.): Stadtporträt Bad Nauheim. Stadt- und Reiseführer mit thematischen Ausflügen in die Region. mit Fotografien von Winfried Eberhardt. Bad Nauheim 2010, ISBN 978-3-00-030084-4.
- Susann Barczikowski: In bester Gesellschaft – Persönlichkeiten aus Bad Nauheim. mit Fotografien von Winfried Eberhardt. Bad Nauheim 2004, ISBN 3-00-014281-9.
- Peter Bläsing, Christian Welzbacher: Architektur der Zwanziger Jahre in Deutschland - Ein Vermächtnis in Gefahr. Langewiesche Nachf. Köster, Königstein 2009, ISBN 978-3-7845-8044-9.
- Sara Hamm, Sabine Kübler: Bauen für ein neues Leben. Die Entstehung der Bad Nauheimer Jugendstilanlagen fotografiert von Albert Schmidt 1905 –1911. Konrad Theiss Verlag, Stuttgart 2007, ISBN 978-3-8062-2161-9.
- Fritz Herrmann: Eine Bad Nauheimer Einwohnerliste aus dem Jahre 1600. In: Wetterauer Geschichtsblätter. 4 (1954), S. 137.
- Hiltrud A. M. Hölzinger, Christina Uslular-Thiele: Jugendstil in Bad Nauheim. Königstein i. Ts. 2005, ISBN 3-7845-7100-X. (dt./engl.)
- Magistrat der Stadt Bad Nauheim (Hrsg.): planen&bauen in Bad Nauheim. Bad Nauheim 2007.
- Hans Georg Ruppel (Bearb.): Historisches Ortsverzeichnis für das Gebiet des ehemaligen Großherzogtums und Volksstaats Hessen mit Nachweis der Kreis- und Gerichtszugehörigkeit von 1820 bis zu den Veränderungen im Zuge der kommunalen Gebietsreform. = Darmstädter Archivschriften 2. 1976, OCLC 310616202, S. 150.
- Britta Spranger: Jugendstil in Bad Nauheim. Darmstadt und Marburg 1983, ISBN 978-388443-1368
- Gerhard Kleinfeldt, Hans Weirich: Die mittelalterliche Kirchenorganisation im oberhessisch-nassauischen Raum. = Schriften des Instituts für geschichtliche Landeskunde von Hessen und Nassau 16. Elwert, Marburg 1937. (Nachdruck: Elwert, Marburg 1984, ISBN 3-7708-0798-7, S. 27)
- Heinz Wionski: Kulturdenkmäler in Hessen. Wetteraukreis II. 1. Teil: Bad Nauheim bis Florstadt. ISBN 3-528-06227-4; 2. Teil: Friedberg bis Wöllstadt. ISBN 3-528-06227-4 Braunschweig/ Wiesbaden 1999, S. 68–188. (= Denkmaltopographie Bundesrepublik Deutschland)

これらの文献は、翻訳元であるドイツ語版の参考文献として挙げられていたものであり、日本語版作成に際し直接参照してはおりません。

## 引用
1. ↑  Hessisches Statistisches Landesamt: Bevölkerung in Hessen am 31.12.2023 (Landkreise, kreisfreie Städte und Gemeinden, Einwohnerzahlen auf Grundlage des Zensus 2011)]
2. ↑  Max Mangold, ed (2005). Duden, Aussprachewörterbuch (6 ed.). Dudenverl. p. 181, 575. ISBN 978-3-411-04066-7
3. ↑  Uta Löwenstein: Grafschaft Hanau. In: Ritter, Grafen und Fürsten – weltliche Herrschaften im hessischen Raum ca. 900-1806 = Handbuch der hessischen Geschichte 3 = Veröffentlichungen der Historischen Kommission für Hessen 63. Marburg 2014. ISBN 978-3-942225-17-5, S. 196-230 (206).
4. ↑  Henry Lohner: Nur wer tot ist, geht kein Risiko mehr ein: Geschichte der Spielbanken ...; Norderstedt 2012; ISBN 978-3844809770; Kap.: Nauheim, S. 76–79
5. ↑  HLZ – Politische Bildung in und für Hessen（2015年8月5日 閲覧）
6. ↑  Ulrich Borsdorf und Lutz Niethammer (Hrsg.): Zwischen Befreiung und Besatzung. Analysen des US-Geheimdienstes über Positionen und Strategien deutscher Politik 1945. Peter Hammer Verlag, Wuppertal 1975, ISBN 3-872941-07-0
7. ↑  Helga Grebing: Die Nachkriegsentwicklung in Westdeutschland 1945-1949. Hrsg. Von Hermann Giesecke. Band a: Die wirtschaftlichen Grundlagen, Verlag Metzler, Stuttgart, S. 42, ISBN 3-476201-40-6
8. ↑  Statistisches Bundesamt (Hrsg.): Historisches Gemeindeverzeichnis für die Bundesrepublik Deutschland. Namens-, Grenz- und Schlüsselnummernänderungen bei Gemeinden, Kreisen und Regierungsbezirken vom 27. 5. 1970 bis 31. 12. 1982. W. Kohlhammer GmbH, Stuttgart und Mainz 1983, ISBN 3-17-003263-1, S. 360 und 361.
9. ↑  ヘッセン州統計局: 2011年3月27日のバート・ナウハイム市議会議員選挙結果（2015年8月5日 閲覧）
10. ↑  ヘッセン州統計局: 2011年4月10日のバート・ナウハイム市長選挙結果（2015年8月5日 閲覧）
11. ↑  David Heßler (2017年5月7日). “Klaus Kreß neuer Bürgermeister in Bad Nauheim”. Gießner Allgemeine 2018年10月26日閲覧。
12. ↑  “Bürgermeisterwahl in Bad Nauheim, Stadt am 07.05.2017”.   Hessisches Statistisches Landesamt. 2018年10月26日閲覧。
13. ↑  Heraldry of the world - Bad Nauheim（2015年8月5日 閲覧）
14. ↑  Die Bad Nauheimer Städtepartnerschaften（2015年8月5日 閲覧）
15. ↑  Réseau Art Nouveau Network（2015年8月8日 閲覧）
16. ↑  Bad Nauheim - Der historische Kurpark in Bad Nauheim（2015年8月9日 閲覧）
17. ↑  Tennisclub Bad Nauheim（2015年8月9日 閲覧）
18. ↑  Golf Club Bad Nauheim（2015年8月9日 閲覧）
19. ↑  Therme am Park（2015年8月12日 閲覧）
20. ↑  Bad Nauheim Grizzlys（2015年8月12日 閲覧）
21. ↑  Freundeskreis Weinanbau Johannisberg Bad Nauheim（2015年8月12日 閲覧）
22. ↑  Bad Nauheim - Kinder- und Jugendhaus „Alte Feuerwache“（2015年8月12日 閲覧）
23. ↑  Verein Bad Nauheimer Museen - Sole und Salz（2015年8月12日 閲覧）
24. ↑  Bad Nauheim - Keltenpavillon in Bad Nauheim（2015年8月12日 閲覧）
25. ↑  Rosenmuseum Steinfurth（2015年8月12日 閲覧）